# Amor binario
Amor binario fue una serie de televisión de comedia y romance argentina emitida por TEC TV. La serie gira en torno a la vida de Adrián, un escritor de policiales de un diario que por problemas de presupuesto es reubicado en el suplemento de Ciencia y Tecnología, donde tendrá que adptarse a su nuevo jefe y compañeros. Estuvo protagonizada por Agustín Repetto, Pilar Gamboa, Carlos Defeo, Matías Bassi, Nicolás Foutané y contó con la participación de diferentes especialistas en tecnología. Fue estrenada el lunes 15 de mayo de 2017 y finalizó el 3 de julio del mismo año con un total de 8 episodios.

## Sinopsis
La serie se centra en la historia de Adrián Paredes (Agustín Repetto), un periodista divorciado que vive con su hijo Martín (Nicolás Foutané), un adolescente introvertido y malhumorado. Adrián escribe noticias policiales en el diario El Vigía, pero debido a un recorte de presupuesto es reubicado en el suplemento sobre Ciencia y Tecnología llamado Binario, donde conoce a Florencia Otero (Pilar Gamboa), por quién inmediatamente comienza a sentirse atraído, sin embargo, ella está de novia con Pablo (Matías Bassi) que también trabaja en el mismo suplemento y sutilmente empezarán a competir por el amor de Florencia, creando tanto problemas, como poniendo en juego su profesión y vida personal.  

## Elenco

### Principal
- Agustín Repetto como Adrián Paredes.
- Pilar Gamboa como Florencia Otero.
- Carlos Defeo como Jorge Cataldo.
- Matías Bassi como Pablo López.
- Nicolás Foutané como Martín Paredes.

### Participaciones
- Pablo Maini como D'Amonde.
- María Dupláa como Sofía.
- Analía Bustamante como Luján.

### Entrevistados
- Carlos Diuk
- Ana Maguitman
- Rodolfo Baader
- Iván Arce
- Mónica Paves
- Nicolás D'Ippólito
- Andrea Goldin
- Fernando Schapachnik
- Adrián Turjanski
- Germán Biagioli
- Daniel Yankelevich
- Nazareno Aguirre
- Rafael Martínez
- Javier Marenco
- Diego Indart
- Lucas Bruno

## Episodios
| N.º | Título                | Dirigido por | Escrito por                          | Fecha de emisión original |
| --- | --------------------- | ------------ | ------------------------------------ | ------------------------- |
| 1   | «Periodista estrella» | Diego Crespo | Natalia Califano y Leonel D'Agostino | 15 de mayo de 2017        |
| 2   | «La línea imaginaria» | Diego Crespo | Natalia Califano y Leonel D'Agostino | 22 de mayo de 2017        |
| 3   | «Madonna»             | Diego Crespo | Natalia Califano y Leonel D'Agostino | 29 de mayo de 2017        |
| 4   | «El campeón»          | Diego Crespo | Natalia Califano y Leonel D'Agostino | 5 de junio de 2017        |
| 5   | «Amigos»              | Diego Crespo | Natalia Califano y Leonel D'Agostino | 12 de junio de 2017       |
| 6   | «Ushuaia»             | Diego Crespo | Natalia Califano y Leonel D'Agostino | 19 de junio de 2017       |
| 7   | «Matrix»              | Diego Crespo | Natalia Califano y Leonel D'Agostino | 26 de junio de 2017       |
| 8   | «¿...Y Borges?»       | Diego Crespo | Natalia Califano y Leonel D'Agostino | 3 de julio de 2017        |

## Recepción

### Premios y nominaciones
| Lista de premios y nominaciones | Lista de premios y nominaciones | Lista de premios y nominaciones | Lista de premios y nominaciones | Lista de premios y nominaciones | Lista de premios y nominaciones |
| Año                             | Ceremonia de premiación         | Categoría                       | Nominado/a (s)                  | Resultado                       | Ref(s)                          |
| ------------------------------- | ------------------------------- | ------------------------------- | ------------------------------- | ------------------------------- | ------------------------------- |
| 2017                            | Premios TAL                     | Mejor Serie de Ficción          | Amor binario                    | Nominado                        | [ 4 ]                           |